# Lešná
Lešná – gmina w Czechach, w powiecie Vsetín, w kraju zlińskim. Według danych z dnia 1 stycznia 2012 liczyła 1970 mieszkańców.
Miejscowość została po raz pierwszy wzmiankowana w 1355. W miejscowości znajduje się pałac z XVII wieku.
Dzieli się na siedem części:
- Lešná
- Jasenice
- Lhotka nad Bečvou
- Mštěnovice
- Perná
- Příluky
- Vysoká